# Seth Ward
Seth Ward (1617 Aspenden, Hertfordshire – 6. ledna 1689 Knightsbridge, Middlesex) byl anglický matematik, astronom a anglikánský duchovní.

## Život
Seth Ward vystudoval Sidney Sussex College v Cambridge, kde v roce 1640 získal lektorské křeslo. V roce 1649 se stal pedagogem na Oxfordské univerzitě v oboru astronomie. Díky svým teoriím o planetárních pohybech zde dosáhl velké reputace. Věnoval se tehdy také filozofické diskusi s Thomasem Hobbsem. Stal se rovněž jedním z prvních členů Královské společnosti. Mezi lety 1659 a 1660 působil na oxfordské Trinity College. V roce 1661 byl anglickým králem Karlem II. jmenován knězem u kostela svatého Vavřince v Jewry. Téhož roku se zároveň stal děkanem Exterské katedrály a o rok později rektorem v Cornwallu. Roku 1663 byl dokonce vysvěcen na exterského biskupa. V roce 1667 byl přeložen na biskupský stolec do Salisbury. O čtyři roky později se stal kancléřem Podvazkového řádu. Zasloužil se o restaurování salisburské katedrály i katedrály ve Worcesteru. Zemřel v roce 1689.

## Dílo
- A Philosophicall Essay towards an eviction of the being and attributes of God (1652)
- In Ismaelis Bullialdi astronomiae philolaicae fundamenta inquisitio brevis (1653)
- Vindiciae academiarum (spolu s Johnem Wilkinsem, 1654)
- In Thomae Hobbii philosophiam exercitatio epistolica (1656)
- Astronomia geometrica (1656)